# Jan-Marc Schneider
Jan-Marc Schneider (Amburgo, 25 marzo 1994) è un calciatore tedesco, attaccante del Todesfelde.

## Caratteristiche tecniche
È un centravanti.

## Carriera
Cresciuto nel settore giovanile dell'Amburgo, trascorre i suoi primi anni di carriera nelle serie regionali del campionato tedesco con Eintracht Norderstedt ed Halstenbek-Rellingen; nel 2015 viene acquistato dal St. Pauli, che lo aggrega inizialmente alla squadra riserve in Regionalliga. Debutta in prima squadra il 29 gennaio 2017, giocando l'incontro di 2. Bundesliga perso 1-0 contro lo Stoccarda; realizza la sua prima rete fra i professionisti l'anno seguente, nella trasferta pareggiata 1-1 contro il Sandhausen. Il 4 giugno 2019 si trasferisce allo Jahn Ratisbona, con cui sottoscrive un contratto biennale.

## Statistiche
Statistiche aggiornate al 4 marzo 2021.

### Presenze e reti nei club
| Stagione               | Squadra                | Campionato             | Campionato | Campionato | Coppe nazionali | Coppe nazionali | Coppe nazionali | Coppe continentali | Coppe continentali | Coppe continentali | Altre coppe | Altre coppe | Altre coppe | Totale | Totale | Totale |
| Stagione               | Squadra                | Comp                   | Pres       | Reti       | Comp            | Pres            | Reti            | Comp               | Pres               | Reti               | Comp        | Pres        | Reti        | Pres   | Reti   |        |
| ---------------------- | ---------------------- | ---------------------- | ---------- | ---------- | --------------- | --------------- | --------------- | ------------------ | ------------------ | ------------------ | ----------- | ----------- | ----------- | ------ | ------ | ------ |
| 2013-2014              | Eintracht Norderstedt  | RL                     | 29         | 4          |                 | -               | -               |                    | -                  | -                  |             | -           | -           | 29     | 4      |        |
| 2013-2014              | Halstenbek-Rellingen   | 5L                     | 26         | 27         |                 | -               | -               |                    | -                  | -                  |             | -           | -           | 26     | 27     |        |
| 2015-2016              | St. Pauli II           | RL                     | 34         | 9          |                 | -               | -               |                    | -                  | -                  |             | -           | -           | 34     | 9      |        |
| 2016-2017              | St. Pauli II           | RL                     | 30         | 14         |                 | -               | -               |                    | -                  | -                  |             | -           | -           | 30     | 14     |        |
| 2017-2018              | St. Pauli II           | RL                     | 10         | 9          |                 | -               | -               |                    | -                  | -                  |             | -           | -           | 10     | 9      |        |
| 2018-2019              | St. Pauli II           | RL                     | 11         | 5          |                 | -               | -               |                    | -                  | -                  |             | -           | -           | 11     | 5      |        |
| Totale St. Pauli II    | Totale St. Pauli II    | Totale St. Pauli II    | 85         | 37         |                 | -               | -               |                    | -                  | -                  |             | -           | -           | 85     | 37     |        |
| 2016-2017              | St. Pauli              | 2L                     | 3          | 0          | CG              | 0               | 0               |                    | -                  | -                  |             | -           | -           | 3      | 0      |        |
| 2017-2018              | St. Pauli              | 2L                     | 15         | 2          | CG              | 0               | 0               |                    | -                  | -                  |             | -           | -           | 15     | 2      |        |
| 2018-2019              | St. Pauli              | 2L                     | 9          | 0          | CG              | 0               | 0               |                    | -                  | -                  |             | -           | -           | 9      | 0      |        |
| Totale St. Pauli       | Totale St. Pauli       | Totale St. Pauli       | 27         | 2          |                 | 0               | 0               |                    | -                  | -                  |             | -           | -           | 27     | 2      |        |
| 2019-2020              | Jahn Ratisbona         | 2L                     | 13         | 2          | CG              | 1               | 0               |                    | -                  | -                  |             | -           | -           | 14     | 2      |        |
| 2020-2021              | Jahn Ratisbona         | 2L                     | 10         | 0          | CG              | 1               | 0               |                    | -                  | -                  |             | -           | -           | 11     | 0      |        |
| Totale Jahn Regensburg | Totale Jahn Regensburg | Totale Jahn Regensburg | 23         | 2          |                 | 2               | 0               |                    | -                  | -                  |             | -           | -           | 25     | 2      |        |
| Totale carriera        | Totale carriera        | Totale carriera        | 190        | 72         |                 | 2               | 0               |                    | -                  | -                  |             | -           | -           | 192    | 72     |        |